# Hesionura serrata
Hesionura serrata är en ringmaskart som först beskrevs av Hartmann-Schröder 1960.  Hesionura serrata ingår i släktet Hesionura och familjen Phyllodocidae. Inga underarter finns listade i Catalogue of Life.